# Esferas de piedra de Costa Rica

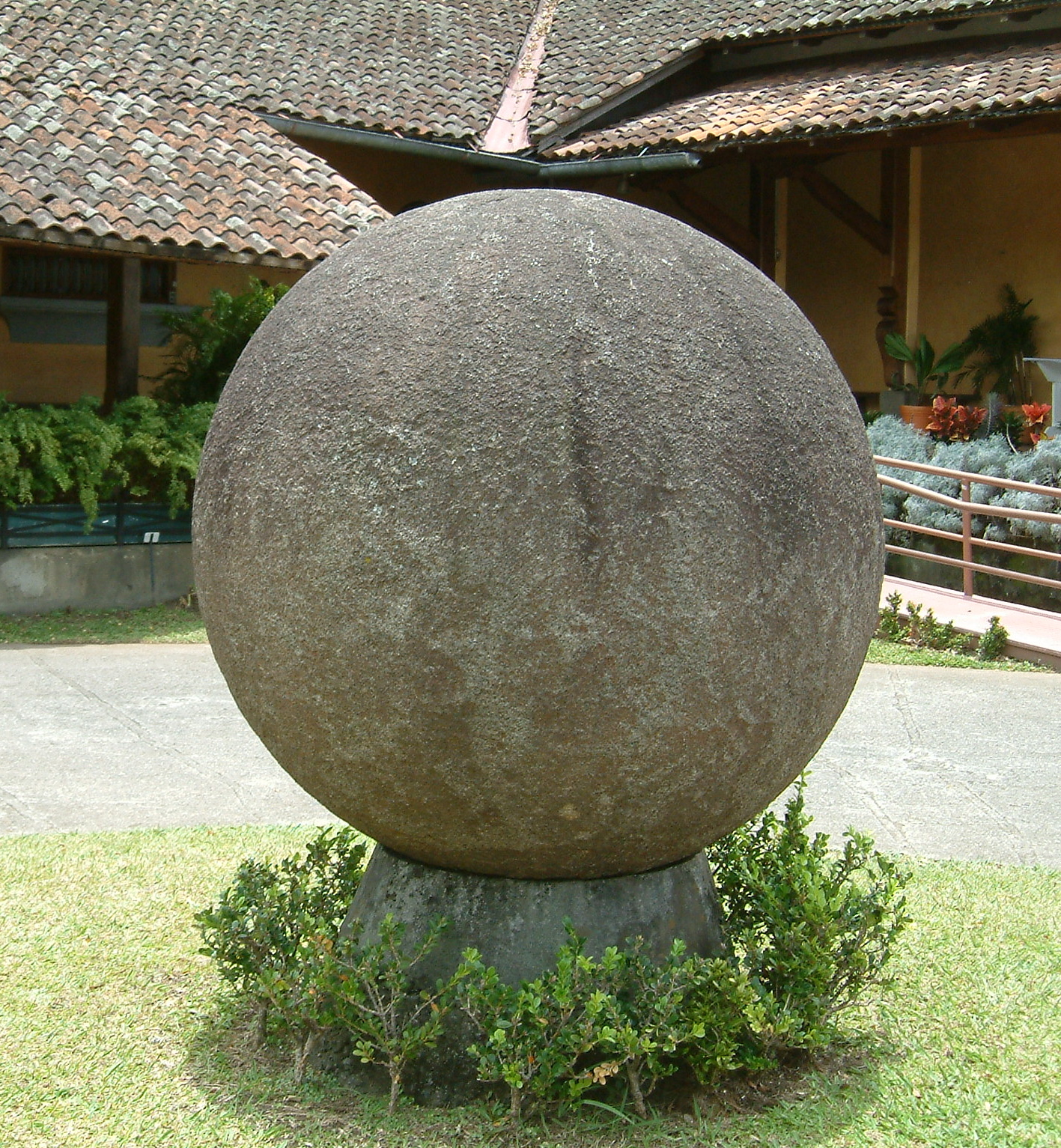
Esfera de piedra en el Museo Nacional de Costa Rica, parte fundamental de la arqueología, del imaginario colectivo e icono de la identidad nacional.

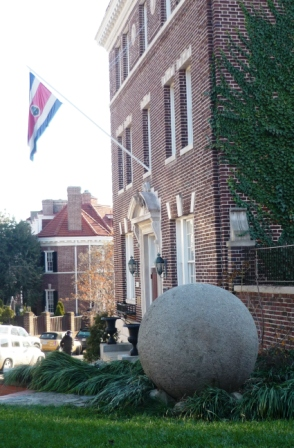
Esfera precolombina de piedra ubicada en la embajada de Costa Rica en Washington (EE. UU.) como símbolo de identidad nacional.

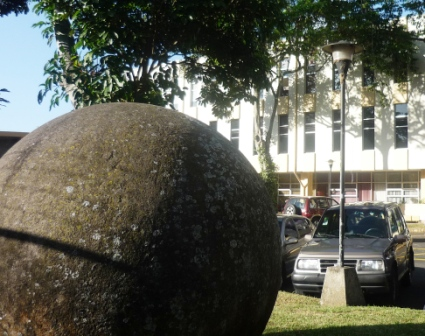
Esfera precolombina de piedra, ubicada en la Universidad de Costa Rica como símbolo de tradición y sabiduría ancestral.

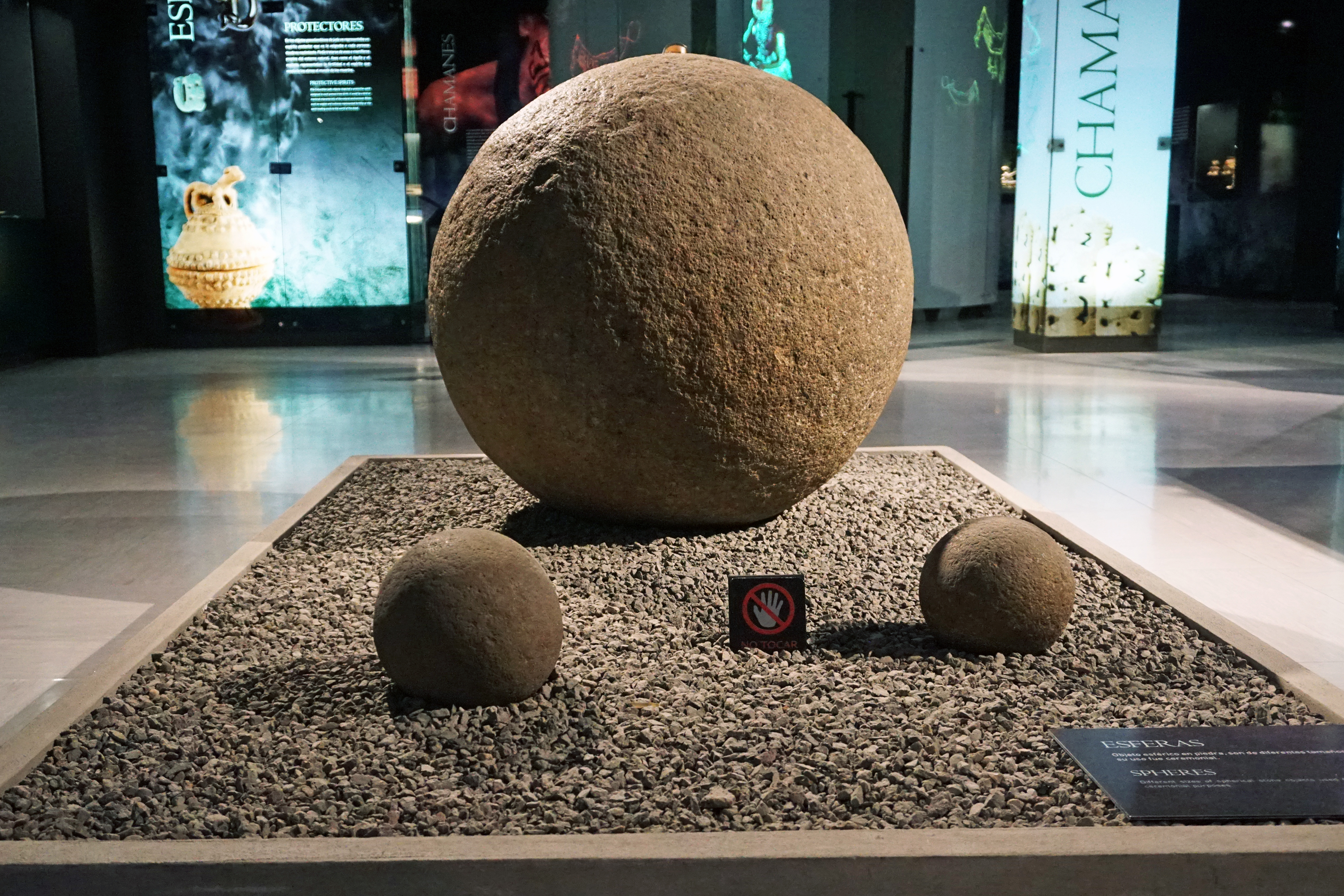
Esferas de piedra de Diquís en el Museo del Jade.

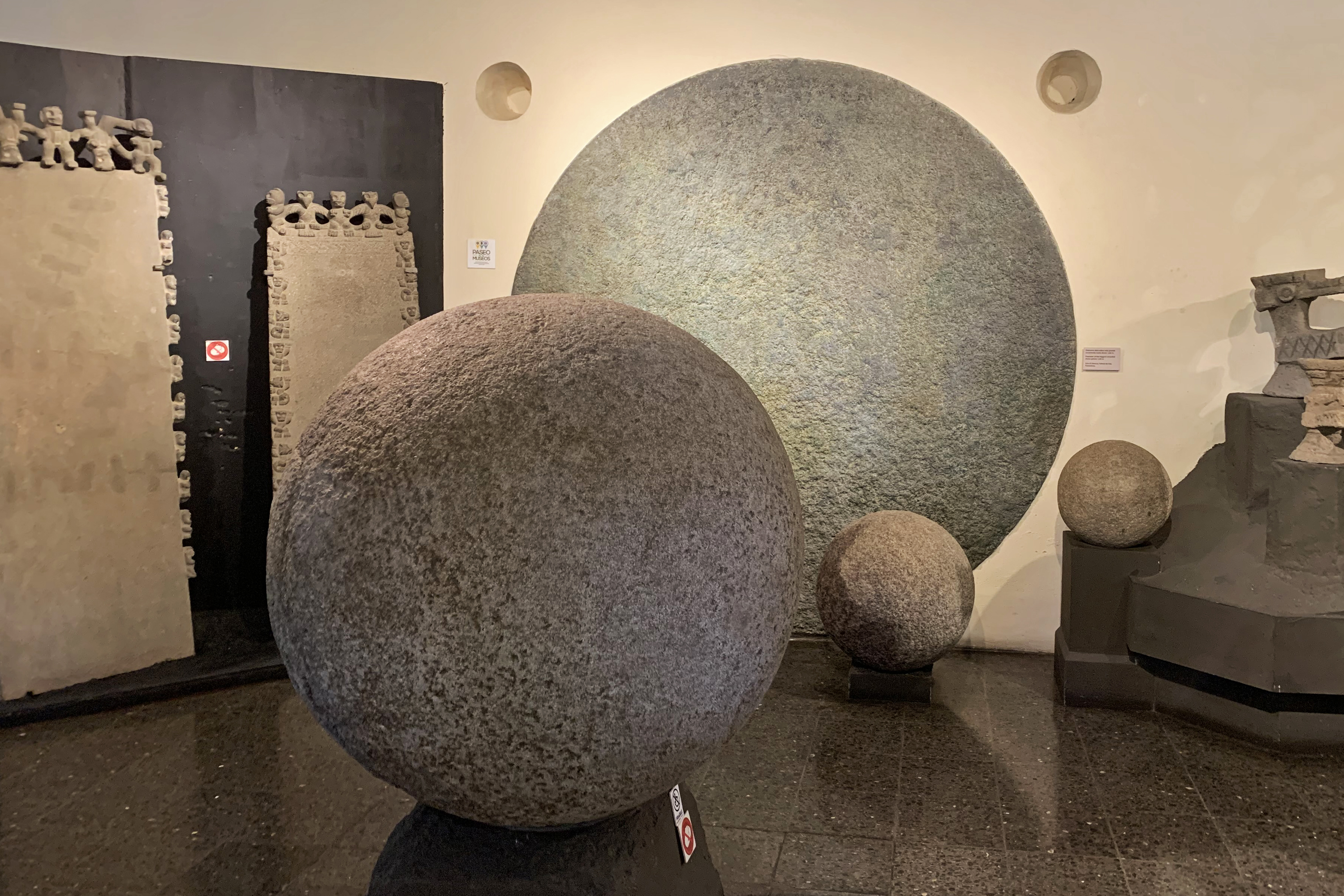
Esferas de piedra de Diquís de varios tamaños exhibidas en la Sala Precolombina del Museo Nacional de Costa Rica. La imagen de la esfera en la pared representa el diámetro de la esfera más grande encontrada (2,66 m) hasta ahora.

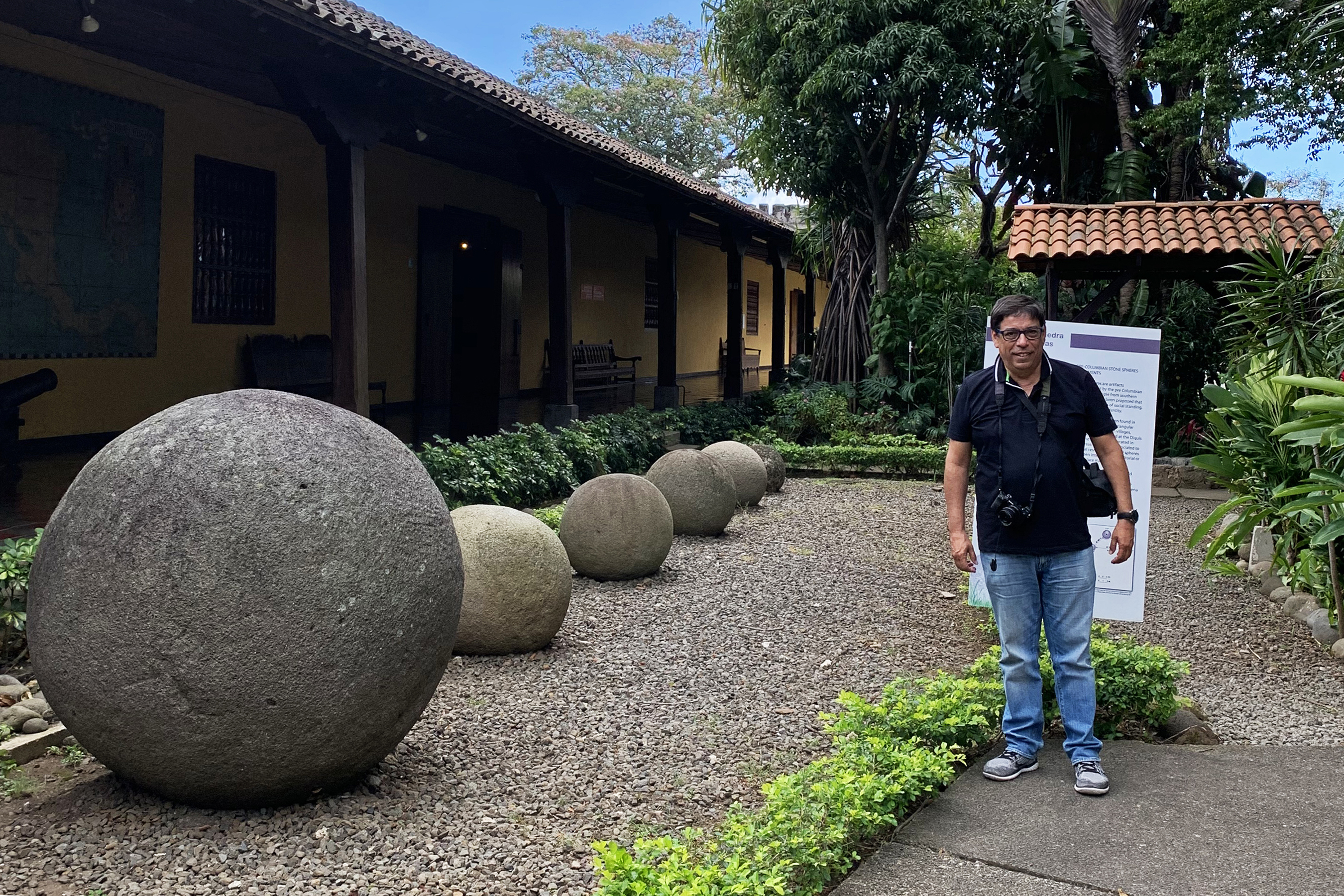
Esferas de piedra de Diquís de diversos tamaños comparada con una persona que mide 1,70 m. Museo Nacional de Costa Rica.

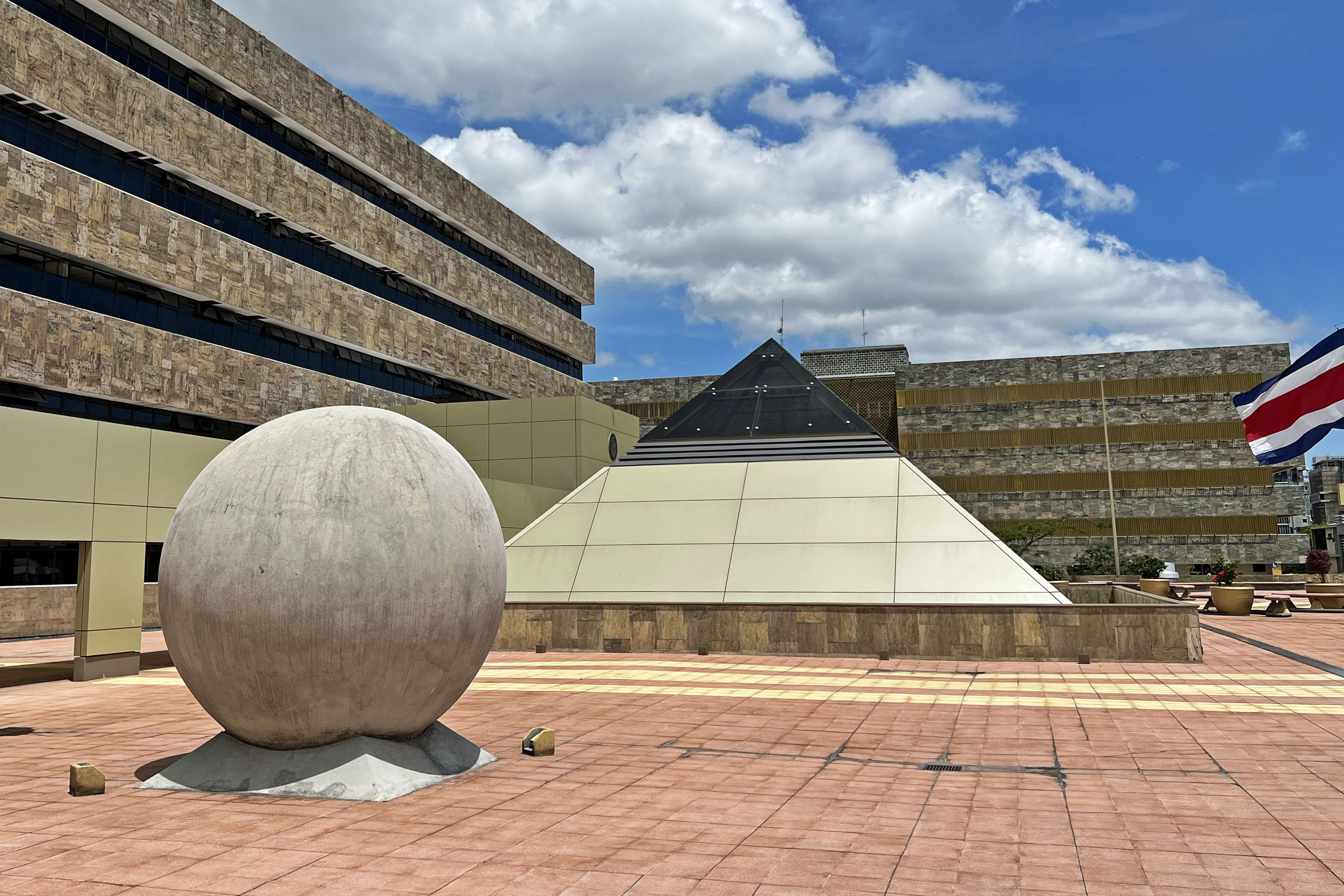
Conjunto escultórico-arquitectónico en Plaza de la Justicia, San José, basada en los sólidos platónicos. Obra de Ibo Bonilla.

Las esferas de piedra de Costa Rica son un grupo de más de quinientas petroesferas precolombinas de la cultura del Diquís ubicadas principalmente en el sur de Costa Rica, en la llanura aluvial del Delta del Diquís  (confluencia del río Sierpe y el río Grande de Térraba), en la península de Osa y en la Isla del Caño. La zona pertenece al distrito de Sierpe, en el cantón de Osa.
Como conjunto, las esferas se consideran únicas en el mundo por su número, tamaño, perfección, formación de esquemas organizados y abstracción ajena a modelos naturales. Su gran valor radica en que se hicieron bajo condiciones tecnológicas y sociales consideradas muy difíciles en la actualidad. No obstante, las sociedades indígenas que las esculpieron lo hicieron de forma casi perfecta, con acabados muy finos en muchos casos, y con tamaños que van desde los pocos centímetros a cerca de 2,6 metros de diámetro. Las esferas se produjeron y utilizaron durante un periodo que va de los años 400 a 500 d. C., hasta la conquista española, en un lapso cercano a los 1000 años.
En la actualidad, las esferas de piedra se consideran como la manifestación artística por excelencia de la escultura precolombina costarricense. En 2014, la Unesco eligió al conjunto de asentamientos cacicales precolombinos con esferas de piedra de Diquís como Patrimonio de la Humanidad. El 16 de julio de 2014, la Asamblea Legislativa de Costa Rica las declaró como símbolo nacional.

## Descripción
Las dimensiones de las esferas oscilan en un rango de entre los 10 centímetros hasta los 2,57 metros de diámetro, y su peso llega a superar las 16 toneladas. La mayoría están hechas en piedras duras como granodiorita, gabros y algunas pocas en caliza. Los arqueólogos, a través de la estratigrafía de su emplazamiento y de otros objetos encontrados en su cercanía, estiman que las piedras fueron ubicadas por los indígenas de la zona entre los años 300 a. C. y 300 d. C., pero el trabajo escultórico aún no ha podido ser datado científicamente.
También se han encontrado junto a objetos del tipo «cerámica polícroma de Buenos Aires» (1500-1000 a. C.) y se ha establecido que la zona estuvo habitada al menos desde el año 6000 a. C. Se han descubierto 34 sitios arqueológicos, desde el delta del río Diquís en el sur, la Isla del Caño a 17 kilómetros de la costa, llanuras del Pacífico hasta en Papagayo, Golfo de Nicoya (a 300 km al norte del delta del río Diquís).
Hoy, cientos de estas esferas pequeñas se encuentran en colecciones privadas, en los jardines de las casas de muchos costarricenses, en varias empresas y compañías nacionales y en museos dispersos por el mundo.

## Historia
La primera incursión española en la zona data de 1516, cuando Hernán Ponce y Bartolomé Hurtado partieron de la península de Azuero en Panamá hasta las costas del río Diquís. Luego, en 1522, el conquistador Gil González Dávila, junto a su piloto Andrés Niño, navegaron desde el golfo de Chiriquí hasta el mismo delta del río Diquís. Con un grupo de exploradores, Gil González marchó por tierra hasta la zona conocida hoy con el nombre de Palmar, no sin antes tomar por asalto la villa del cacique Coto ubicada en las cercanías del río que hoy lleva su nombre. Ninguno informó como llamativo nada más que el abundante oro que usaban los indígenas de la zona.
En Costa Rica se han descubierto objetos e influencias artesanales tanto de mayas, olmecas y aztecas, así como de chibchas, quechuas e incas. Por otra parte, existió en Costa Rica un sitio ceremonial de nombre Guayabo, ubicado en el cantón de Turrialba, cuyo asentamiento ha sido explorado en un estimado del 10%. El Monumento Nacional Guayabo fue declarado Patrimonio Mundial de la Ingeniería en el 2009 según la Sociedad Americana de Ingeniería Civil (ASCE).
En 1563, cuando el conquistador español Juan Vázquez de Coronado estuvo en el valle del Diquís, informó al rey Felipe II, con carta fechada el 2 de julio de ese año, en detalle todo lo que vio y «recolectó», pero no describió nada parecido a esferas de piedra, lo cual hace suponer que ya para esas fechas se encontraban subterráneas debido a la erosión de las montañas, o bien, fueron omitidas en los reportes.

### Descubrimiento
Las esferas de piedra fueron descubiertas en 1939, cuando la compañía bananera estadounidense United Fruit Company empezó a deforestar aquellos territorios para cultivar banano. Desde entonces se consideraron como un misterio y los estadounidenses dinamitaron algunas de ellas, por la creencia de que en su interior podría haber oro.
La primera mención internacional de las esferas fue en un pequeño artículo arqueológico de Doris Stone publicado en 1943 en la revista American Antiquity, atrayendo la atención de Samuel Kirkland Lothrop (del Museo Peabody de la Universidad de Harvard), quien en 1948 estaba en Costa Rica. Contactó en San José con Doris Stone, quien le aportó información y contactos para investigar en zona más conocida donde estaban apareciendo las esferas de piedra. Por fin, Lothrop publicó sus investigaciones en su libro Archaeology of the Diquís Delta. Costa Rica, 1963.
Desde 1970, las autoridades del Gobierno de Costa Rica protegen las esferas de piedra precolombinas y sus emplazamientos. Algunas de las dinamitadas se han reensamblado bajo el cuidado del Museo Nacional el cual, con el apoyo de la ley, está recuperando otras que particulares han trasladado a empresas, residencias e instituciones públicas.
Los estudiantes y vecinos de Palmar Norte bloquearon las calles para impedir la salida de algunos camiones que intentaban robarlas, creando conciencia nacional de su protección como responsabilidad ciudadana.

### Actualidad
El Museo Nacional, asociado a universidades nacionales e internacionales, ha realizado varias investigaciones arqueológicas. Actualmente en el sitio arqueológico Finca 6, en Palmar Sur, se construye el parque Can Basat Roje (‘esferas de piedra’ en dialecto indígena) o Parque de las Bolas de Piedra, propuesto originalmente por el escultor y arquitecto Ibo Bonilla en 1979, para ubicar a las esferas recuperadas, cuyo emplazamiento era un terreno contiguo al actual proyecto, propiedad de Bruce Masís Dibiassi, quien por intermediación del investigador esotérico Ivar Zapp, a través de Coopesur, donaron las tierras para el actual Parque de las Esferas. El Exministro de Agricultura, Bruce Masís, recopiló objetos arqueológicos de la zona, que hoy se conocen como Colección Bruce Masís y además fue parte del equipo gubernamental que junto al presidente José Figueres decretaron la creación del Museo Nacional en el antiguo Cuartel Bellavista, como símbolo de la abolición del ejército. Este parque es parte de un amplio proyecto arqueológico, bajo la guía del Museo Nacional de Costa Rica y el padrinazgo del reconocido escultor costarricense Jorge Jiménez Deredia.
Entre los ejemplares de esferas localizadas en el extranjero, destacan las dos que se encuentran en las bodegas de Fairmount Park Association (en Filadelfia) y la que se localiza en la Embajada de Costa Rica en Estados Unidos, las cuales fueron cedidas el 10 de febrero de 1971 con la autorización del Museo Nacional de Costa Rica, gestionado por el estadounidense Samuel Adams Green, conocido coleccionista y restaurador de arte, que luego se dedicó a estudiar y proteger diferentes sitios sagrados del mundo, a través de la Landmarks Foundation, por lo cual vino a Costa Rica en 1998 y colaboró efectivamente en lograr el retorno en 1999 de las primeras ocho esferas al Cantón de Osa, su lugar de origen.
En el año 2010, los investigadores John Hoopes (de la Universidad de Kansas), Nuria Sanz (del Centro de Patrimonio Mundial de la Humanidad), Helaine Silverman (del Consejo Internacional de Museos) y otras autoridades académicas, visitaron el sitio de las esferas de piedra para evaluar la elegibilidad y protección de la Unesco como Patrimonio de la Humanidad.
Durante el año 2011, las comunidades de la zona organizaron diversas actividades, como el Festival de las Esferas, con el objetivo de promover cultural y turísticamente el patrimonio asociado a las esferas de piedra del Diquís. En 2012, la Unión de Municipalidades de Osa respaldó la iniciativa del astrólogo y estudioso de sitios sagrados Vicente Cassanya, quien propuso la creación del Proyecto Esferas. Esta iniciativa buscaba consolidar el reconocimiento internacional del valor cultural de las esferas, fomentar un turismo respetuoso con este patrimonio mundial y contribuir al desarrollo sostenible de las comunidades locales, consideradas herederas legítimas y responsables de su protección.
En octubre de 2012, el Proyecto Esferas organizó una serie de actividades, entre ellas el Festival Internacional de Música Osastok, talleres, encuentros, recorridos guiados y un ciclo de conferencias con la participación de investigadores y especialistas en esferas de piedra y sitios megalíticos. Entre los participantes se encontraban Ivar Zapp, Alberto Sibaja, Ibo Bonilla, Alfredo González, Vicente Cassanya, Abel Salazar y Miguel Blanco.
Estas actividades generaron una amplia cobertura mediática y suscitaron opiniones diversas entre expertos, arqueólogos, antropólogos, políticos, artistas, arquitectos, comunicadores, líderes comunales e indígenas, así como funcionarios públicos, involucrando tanto a la sociedad en general como a la comunidad local.
Para noviembre del 2012 el país ya había entregado los documentos requeridos por la Unesco para formalizar la denominación buscada. En 2013 se inauguró un pequeño museo o centro de interpretación con piezas precolombinas de la cultura Diquís, y el sitio pasó a denominarse Sitio Museo Finca 6. En junio de 2014, la Unesco eligió el conjunto de asentamientos cacicales precolombinos con esferas de piedra de Diquís como Patrimonio de la Humanidad. Consiste un conjunto de cuatro sitios: Finca 6, Batambal, El Silencio y Grijalba-2, que se ubican en el delta del río Diquís, en el cantón de Osa, que constituyen una representación acertada de las sociedades cacicales del Delta del Diquís, siendo un testimonio excepcional de las complejas estructuras políticas, sociales y productivas que caracterizaron a las sociedades organizadas precolombinas.

## Influencia

### Cultura
Las esferas de piedra están íntimamente ligadas a la memoria colectiva de los costarricenses, quienes hacen reproducciones en piedra, bronce, acero, vidrio y concreto armado, para ubicar a la entrada de casas e instituciones e indican que su fin es más que decorativo, es sentido de identidad, por su simbolismo geométrico y espiritual. La esfera se reconoce como la figura geométrica que representa los ticos, por sus "igualiticas" e infinitas caras y radios. Desde sus inicios, los edificios de la Asamblea Legislativa, Corte Suprema de Justicia, Caja del Seguro Social, Universidad de Costa Rica, Museo de los Niños y la Embajada de Costa Rica en Washington (EE. UU.), entre otros, instalaron esferas de piedra como primer símbolo fáctico.
El motivo de la esfera ha sido recuperado por artistas costarricenses contemporáneos, principalmente escultores, como Ibo Bonilla, Domingo Ramos y José Sancho, entre otros. Las esferas son consideradas símbolos de identidad nacional y son símbolos patrios de Costa Rica desde 2014.

### Arte y arquitectura
Al estar la esfera dentro del inconsciente colectivo, muchos artistas la han usado como inspiración en pintura, escultura, literatura, poesía y arquitectura, inclusive está en las ilustraciones de los antiguos billetes de cinco mil colones. Entre otros ejemplos destacan:
- En 2007, la Plaza de la Justicia, ubicada en el Circuito Judicial en San José, fue remodelada por los arquitectos Ibo Bonilla y Hernán Hernández, que en un conjunto escultórico de 200 metros de largo y 47 metros de alto, ubicaron dos esferas de 3,14 metros de alto, alineadas con una pirámide (que ilumina y ventila una sala para 500 personas en el subsuelo) y el paralepípedo de mármol del edificio de la Corte Suprema de Justicia. Colocando en un solo eje los 3 sólidos platónicos en el paisaje urbano.[16]
- En mayo de 2009, el escultor Jorge Jiménez Deredia culminó una declarada influencia de las esferas en su obra, con la exposición en el Foro Romano, Italia, de esculturas monumentales basadas en el concepto de las esferas precolombinas, siendo el inicio de una gira internacional denominada Ruta de la Paz. Fue la primera exposición de arte contemporáneo en ese emblemático sitio histórico.[17]

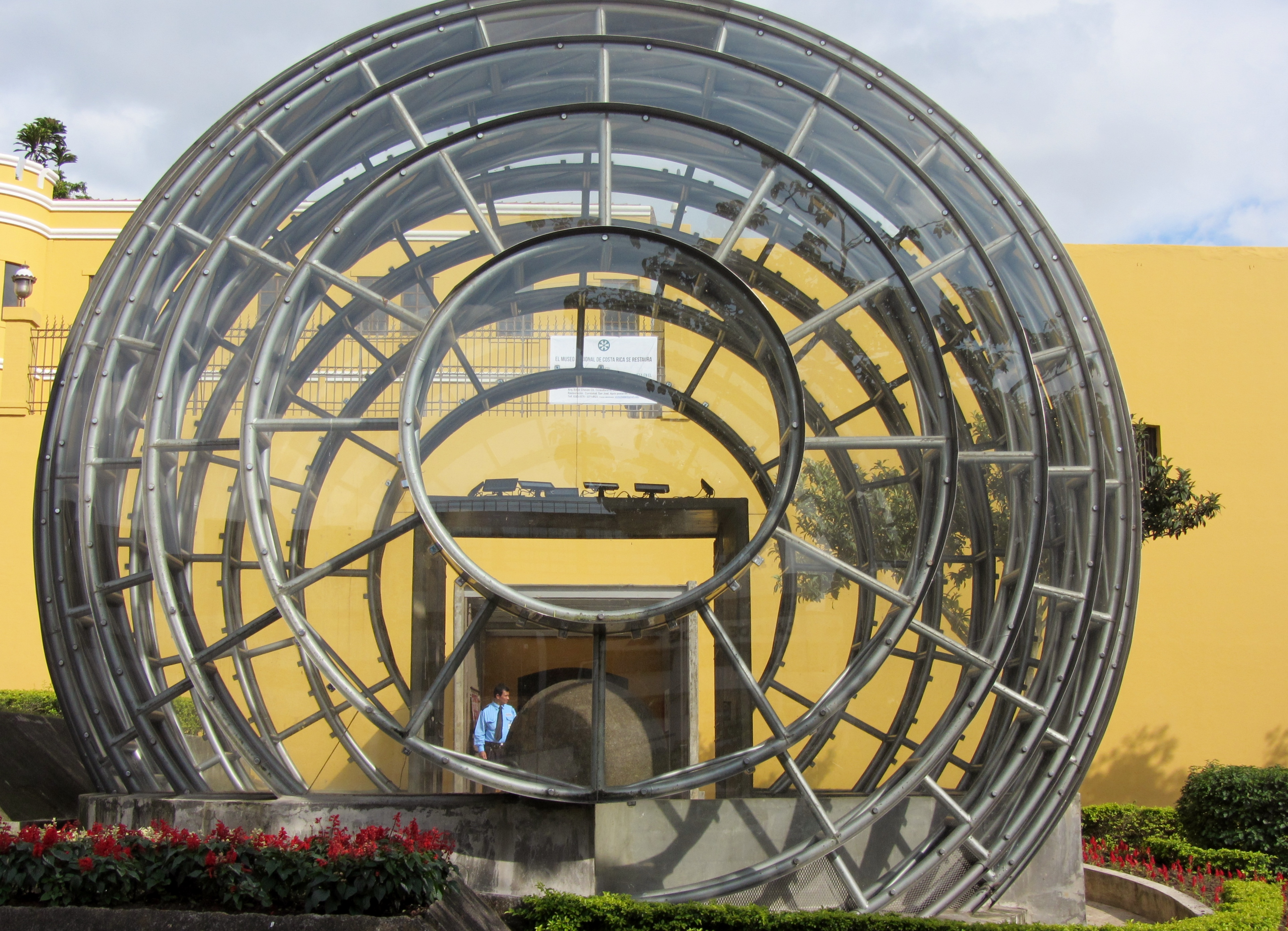
Esfera de piedra de Diquís exhibida en el interior la esfera de vidrio ubicada en la Plaza de la Democracia, frente a la nueva entrada principal del Museo Nacional de Costa Rica.

- En 2010, el Museo Nacional construye cerca de la Plaza de la Democracia un nuevo vestíbulo basado en una esfera de cristal de 8 metros de diámetro con una auténtica esfera de piedra en su interior. El 8 de mayo de 2010, el traspaso presidencial de Óscar Arias Sánchez a Laura Chinchilla, tuvo a las esferas precolombinas como tema escenográfico.[18]
- El escultor y arquitecto Ibo Bonilla crea, en 2011, en Terra Campus, Tres Ríos, la escultura más alta de Costa Rica: "La espiral del éxito", vinculando las esferas de piedra con el antiquísimo y universal concepto místico de la Flor de la Vida, a partir de lo cual se construyen los seis sólidos platónicos, siendo la esfera su culminación y epítome de la perfección geométrica. El conjunto escultórico lo componen la "semilla", la "realización" y la "plenitud" y sus proporciones están dadas por la "Geometría sagrada" basada en el "Número áureo", vinculándolos a los cristales del agua y a los círculos en los cultivos.[19]
- En 2012, se inaugura el Barrio chino de San José. Su obra arquitectónica más notable es su arco de entrada. Aunque está inspirado en la dinastía Tang, también se le integraron ocho esferas de granito que simbolizan las esferas precolombinas existentes en Costa Rica, como una forma de simbolizar la unión de culturas desde la construcción del Ferrocarril al Atlántico.

También han servido de inspiración musical, como es el caso de la banda de Rock costarricense "Abäk", la cual le dedica su canción "Las Esferas" a toda la mitología que rodea estas esculturas.
Se popularizaron mundialmente con la película de Indiana Jones "Raiders of the Lost Ark" y por múltiples documentales de la Society Research Reports y las revistas y canales de televisión de National Geographic que han incidido en la multiplicación de producciones mediáticas de todo tipo, imaginación y profundidad académica.
Galería: Esferas de Diquís en el arte

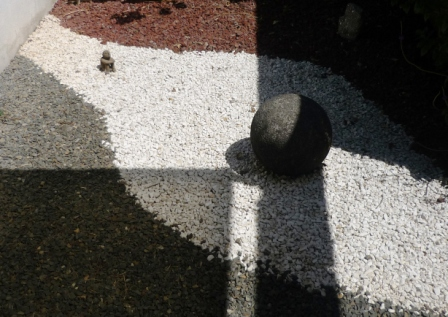
Parque escultórico en Valdesol, cosmogonía ancestral interpretada con figuras precolombinas de Costa Rica, obra de Rafa Víquez
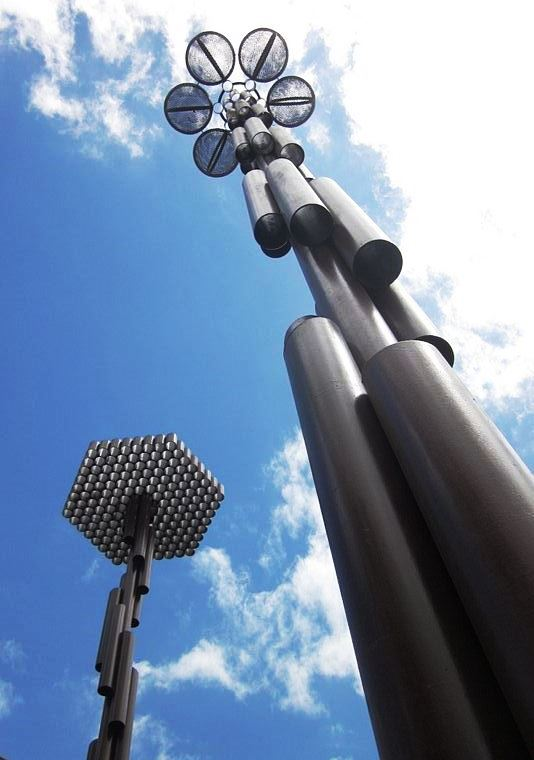
Escultura contemporánea en acero elaborada por Ibo Bonilla. Basada en los conceptos de las esferas de Diquís, Flor de la Vida y Geometría Sagrada, con 18m de alto es la más alta de Costa Rica
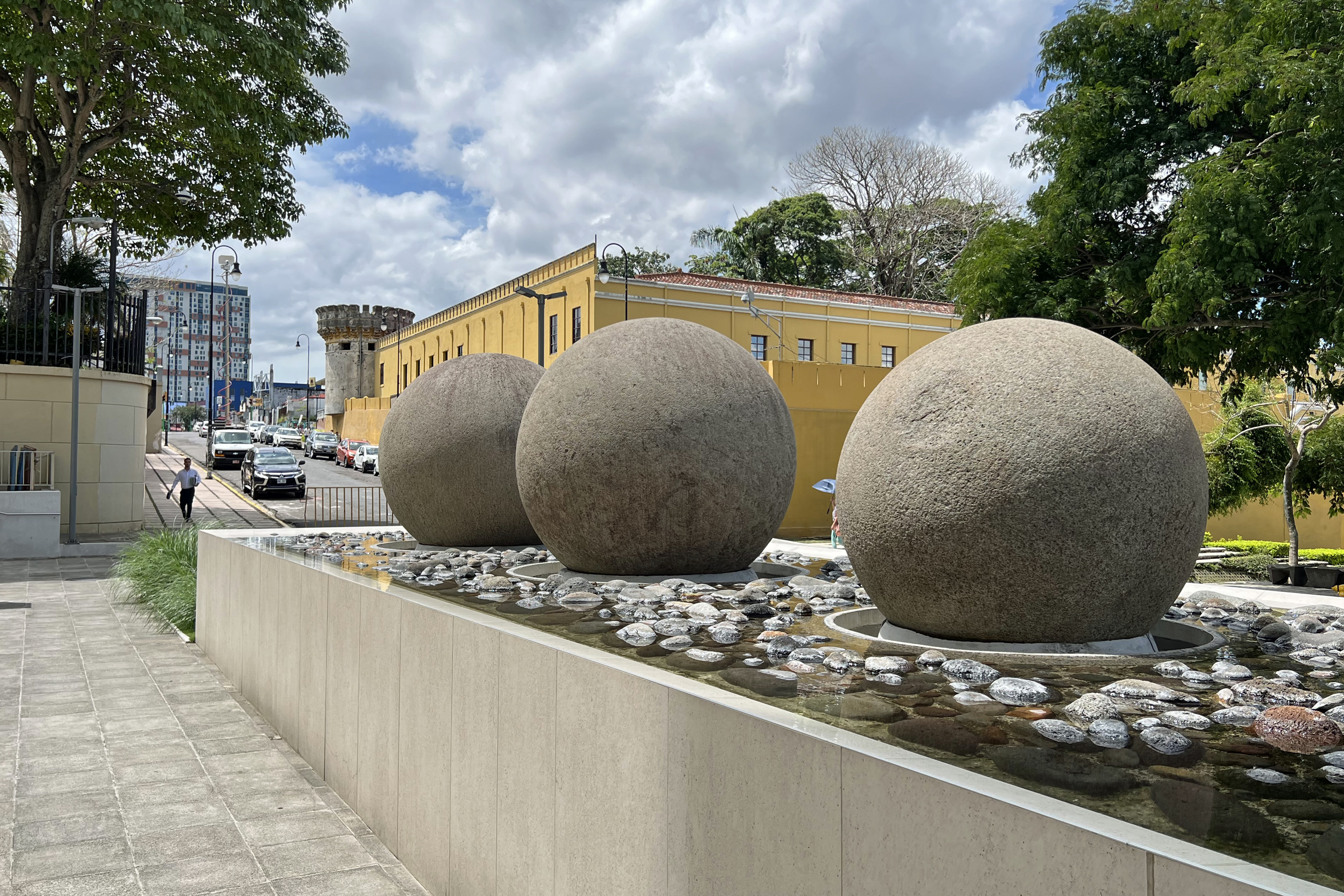
Tres esferas de piedra de Diquís en la entrada principal del nuevo edificio de la Asamblea Legislativa de Costa Rica building, San José
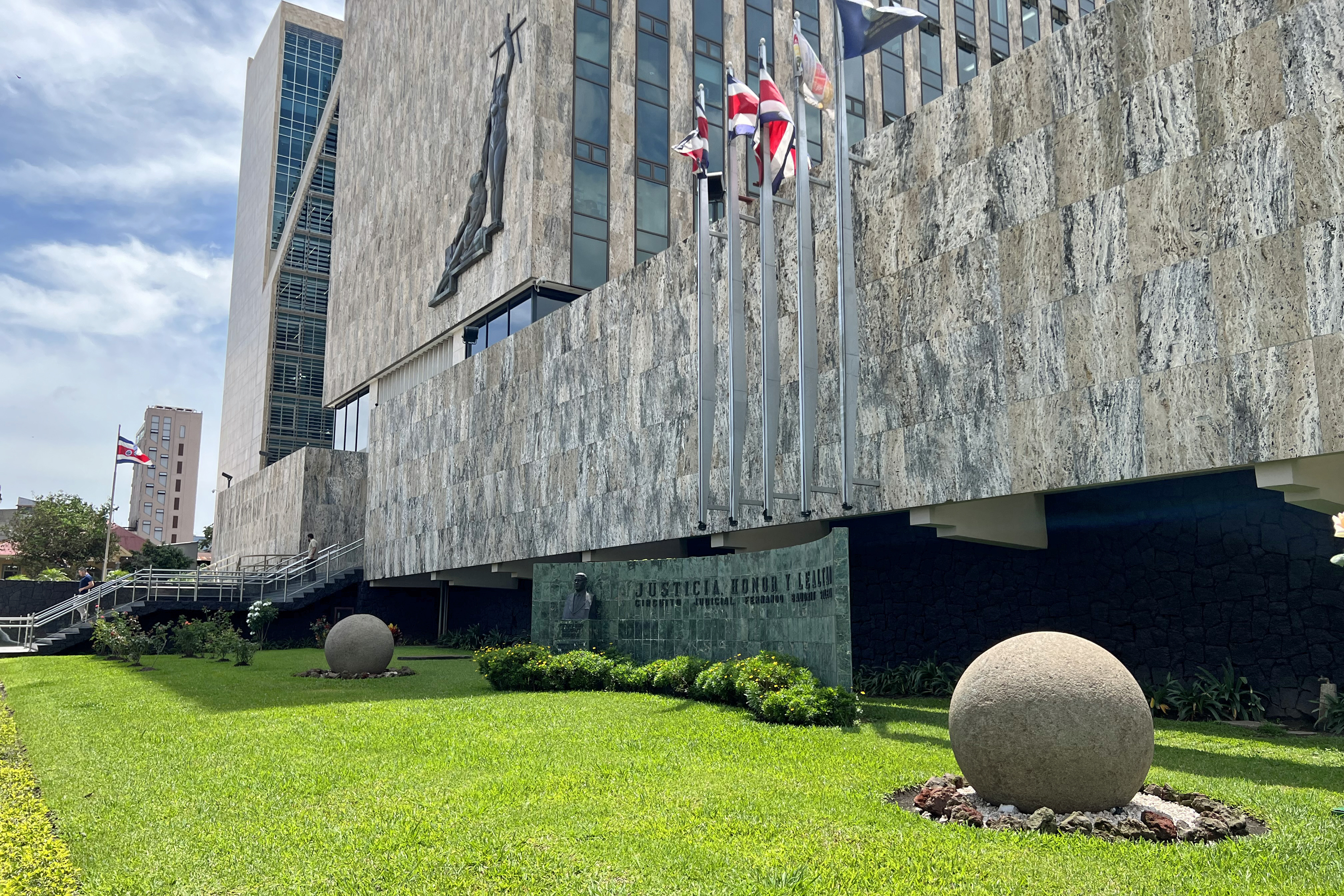
Esferas de piedra de Diquís frente a la entrada de la Corte Suprema de Justicia de Costa Rica, San José

## Simbolismo
Las esferas de piedra se consideran un hito del pasado prehispánico costarricense en general, y de la escultura precolombina en particular. Su síntesis formal, la concepción de la esfera como motivo artístico, denota un grado de madurez plástico único en el continente.

### Hipótesis mitológicas y sobrenaturales
Se les ha atribuido distintos significados a través del tiempo: símbolos de rango, marcadores territoriales, jardines astronómicos, ayudas de memoria, sin faltar las teorías esotéricas, sobrenaturales y atribución a extraterrestres. Una de las hipótesis, elaborada mediante reconstrucción etnohistórica, apunta a un significado mítico religioso, asocia las esferas con el dios del trueno Tlachque y los dioses del viento y los huracanes (serkes) de la mitología talamanqueña. En la cosmogonía bribri, compartida por cabécares y otras etnias ancestrales de América, las esferas de piedra son «balas de Tara» (Tara o Tlachque es el dios del trueno) que con una inmensa cerbatana las lanzaba a los serkes (dioses de los vientos y los huracanes) para alejarlos de estas tierras.
Han surgido muchos mitos e hipótesis alrededor de estas esferas, su significado, sus constructores, fines, técnicas constructivas y de transporte, fecha y canteras de las piedras: hechas por descendientes de la Atlántida, geomorfosis natural, pociones secretas para ablandar la piedra, que en el centro tienen una semilla de café, participación de extraterrestres, ejes energéticos complementarios a Nazca y la isla de Pascua, delimitación territorial, hitos conmemorativos, representación del eterno femenino, dispositivos navegacionales, símbolo perfecto de la divinidad, fuentes de energía y bienestar, dispositivos de equilibrio tectónico, puertas dimensionales. 
Estos enfoques esotéricos han sido tratados en múltiples libros como los del escritor suizo de best sellers Erich von Däniken, el escritor español de ciencia ficción Juan José Benítez y el antropólogo estonio Ivar Zapp con el libro “Atlantis in America: Navigators of the Ancient World”.

### Hipótesis arqueológicas
Debido a que en Finca 6, uno de los sitios arqueológicos de la región Brunka, se han encontrado grupos de esferas alineadas de forma particular, una de las hipótesis relaciona las esferas con jardines astronómicos con fines de calendarizar ciclos agrícolas. Otros consideran que servían para establecer el rango social dentro de la tribu. Estas ideas son viables pero no hay suficientes datos para confirmarlas, por lo que son cuestionadas.
La hipótesis más reciente fue elaborada por Melissa Rudin Hernández, arquitecta costarricense quien desarrolló una investigación basada en la cosmovisión de las culturas indígenas. De acuerdo con esta hipótesis, las esferas son una creación artística, simbólica y espiritual del universo - o Centro de mundo - acorde a la espiritualidad pre-Brunka (cultura del Diquís).

## Simbolismo espiritual: esferas y centro de mundo
Para entender el significado espiritual de las esferas de piedra, primero hay que entender la cosmovisión de la cultura indígena del Diquís (asentamientos indígenas previos a los Brunkas). Estos son algunos aspectos importantes:
- Para la cosmovisión pre-Brunka, el universo se forma por dos conos, unidos en sus bases circulares, donde viven los humanos. El cono superior es el supramundo y el inferior el inframundo. En el vértice de cada cono habita una deidad: Sibú arriba y Surá abajo. Estos vértices están conectados por un eje de energía que atraviesa todos los estratos del universo: el centro del mundo.
- Su visión del mundo estaba alineada con el animismo, por lo que todo objeto está dotado de alma y consciencia, incluyendo la piedra. Cada creación también tiene vida. Por ejemplo, cada casa, que tenía principios de diseños basados en la forma del universo, se convertía en un universo pequeño también debido al conjunto de sus materiales y formas (y sus almas).
- Todo en la vida tiene su opuesto y todo es un ciclo: la vida y la muerte, la noche y el día, el supramundo y el inframundo, etc. El círculo representa este ir y venir, los ciclos constantes de la vida y la energía que está en constante movimiento y transformación. El círculo es una geometría sagrada dentro de su cosmovisión.

Las esferas de piedra son, entonces, la suma de la piedra - que es un material de alma inmortal y fuerte - y la forma esférica - que es la extrapolación del círculo (geometría sagrada) y la forma geométricamente perfecta - para generar un gran centro de mundo impenetrable: un círculo en todas las direcciones (centro de mundo en todas las direcciones) lleno de energía y vida.